# Yaquina Head Lighthouse
Der Leuchtturm Yaquina Head Lighthouse steht auf der Halbinsel Yaquina Head (früher Cape Foulweather) an der Westküste der USA im Bundesstaat Oregon. Südlich vom Turm befindet sich die Hafenstadt Newport mit der Mündung des Yaquina River. Der Leuchtturm ist mit seinen 28,3 Metern Höhe der höchste Leuchtturm in Oregon.

## Geschichte

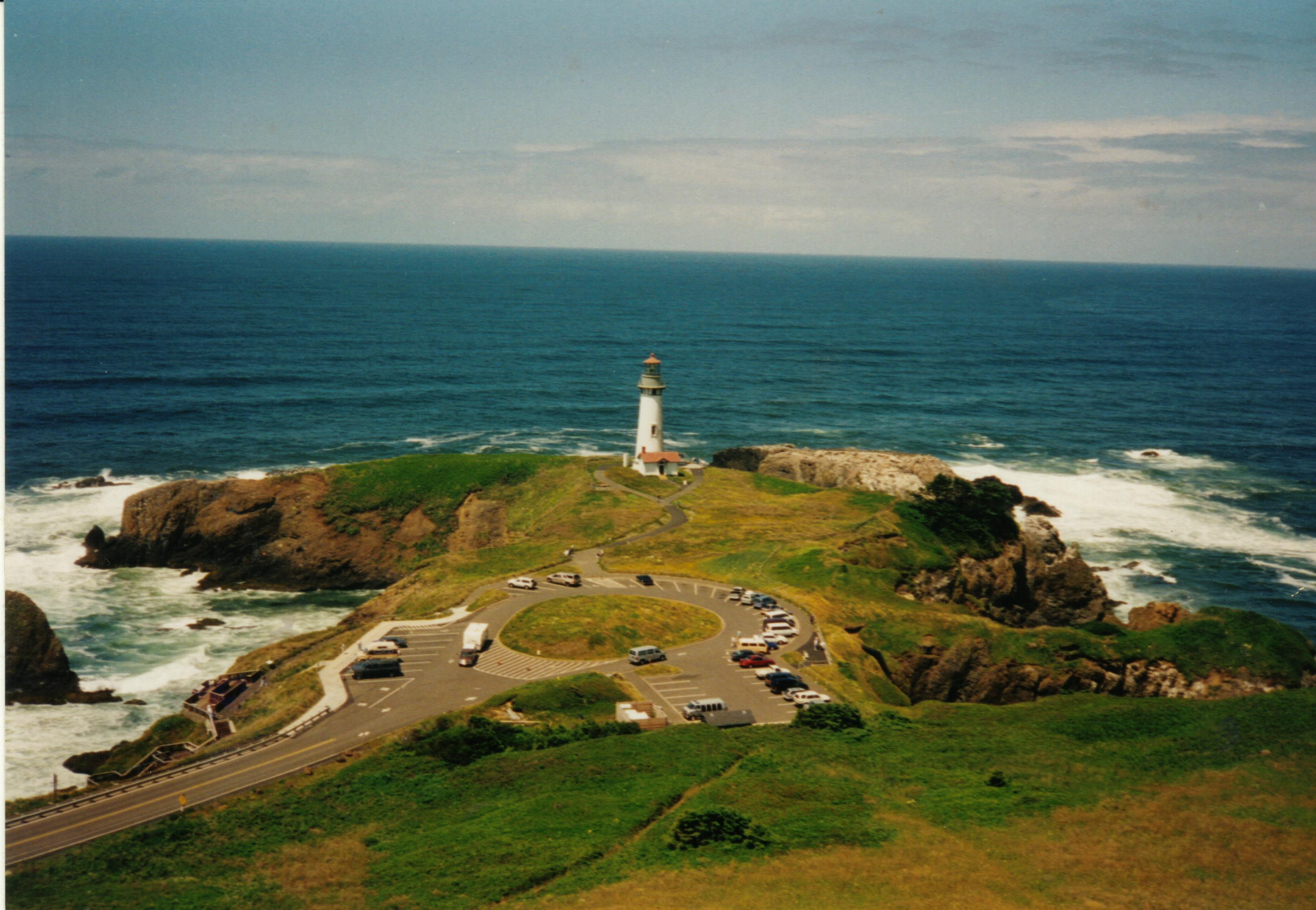
Yaquina Head Lighthouse auf der Halbinsel Yaquina Head, Blick vom Salal Hill

Der Turm wurde in den Jahren 1871 bis 1873 vom United States Army Corps of Engineers erbaut. Die relativ lange Bauzeit resultiert aus Problemen mit dem Nachschub an Baumaterial und Verzögerungen aufgrund des Wetters im Winter. Viel Baumaterial wurde mit Booten transportiert und am nahe gelegenen Strand gelöscht, dabei gingen zwei Boote unter. Im Jahr 1939 wurde der Turm elektrifiziert und 1966 automatisiert. Vor der Automatisierung war der Turm in der Regel mit drei Leuchtturmwärtern besetzt, die beim U.S. Lighthouse Service angestellt waren. Im Jahr 1939 hatte die United States Coast Guard das Management übernommen. Im Zweiten Weltkrieg waren 17 Soldaten auf Yaquina Head stationiert, als Ausguck für feindliche Schiffe. Ebenso wie die Halbinsel Yaquina Head steht auch der Turm seit 1948 als Outstanding Natural Area unter dem Schutz und der Verwaltung des Bureau of Land Management. Seit 1993 wird der Turm im National Register of Historic Places (Nationales Verzeichnis der Historischen Stätten) geführt. Im Jahr 2006 wurden der Turm und das Haus für etwa eine Million US-Dollar renoviert.

## Technik

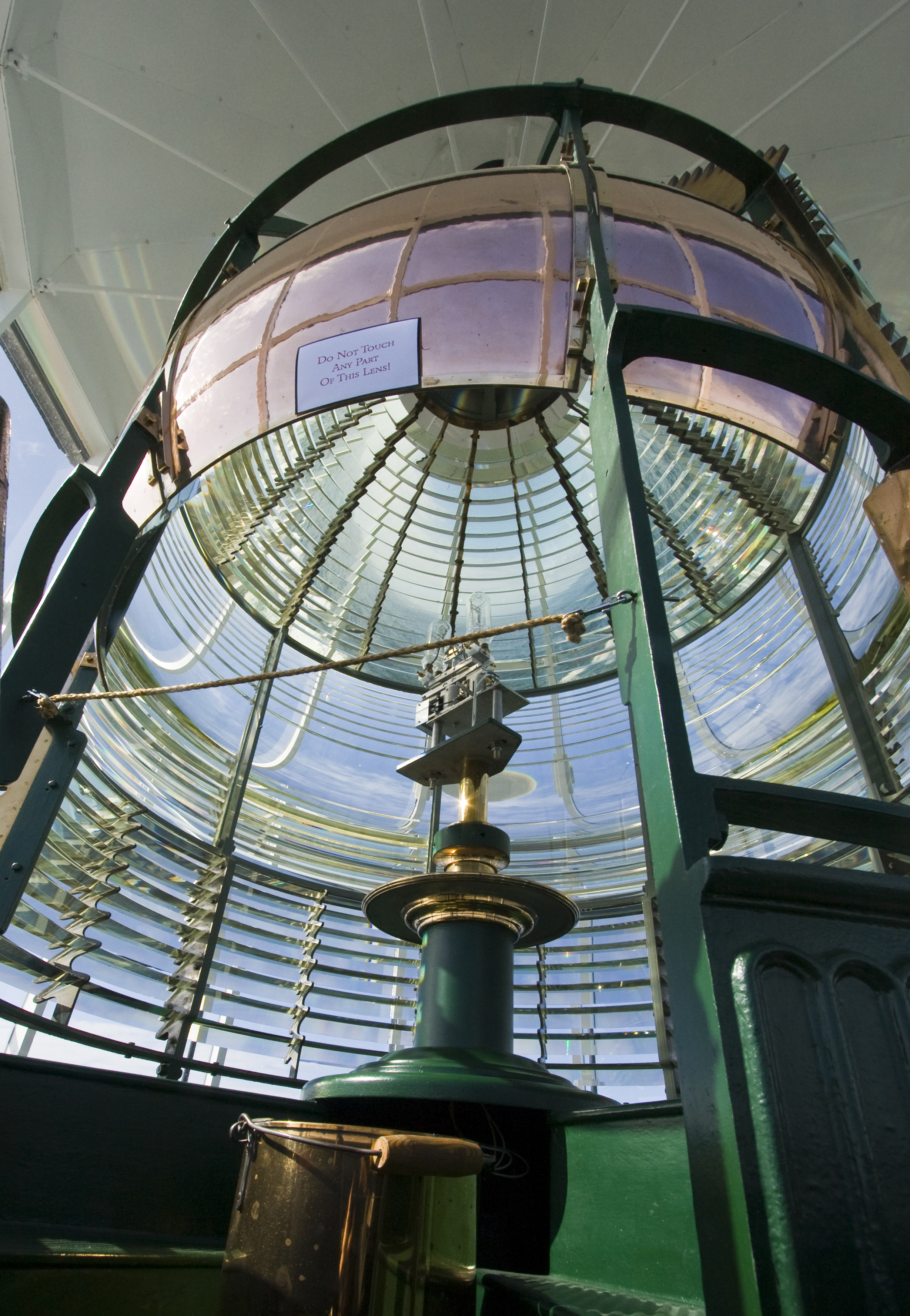
Fresnel-Linse und Glühbirnen im Turm

Als Optik sind die 1868 original installierten französischen Fresnel-Linsen im Einsatz. Bis zur Elektrifizierung wurde mit Hilfe eines Ölbrenners von Sonnenuntergang bis Sonnenaufgang das Licht erzeugt. Heute sorgt eine 1000-Watt-Halogen-Glühbirne von General Electric Tag und Nacht für das Licht. Der Leuchtturm hat folgende Blinkfrequenz: zwei Sekunden an, zwei Sekunden aus, zwei Sekunden an, 14 Sekunden aus.

## Nutzung
Der Besuch der Halbinsel ist kostenpflichtig, Parkplätze und Toiletten sind vorhanden. Seit 1993 kann der Turm wieder besichtigt werden, auch hierfür wird Eintrittsgeld gefordert. Auf der Halbinsel sind einige Wanderwege und Aussichtspunkte angelegt. Mit über 400.000 Besuchern pro Jahr ist der Leuchtturm der am meisten besuchte seiner Art in Oregon. Das Wohnhaus der Leuchtturmwärter dient jetzt als Besucherzentrum. Ein weiterer Leuchtturm, das Yaquina Bay Lighthouse, steht an der Yaquina Bay etwa 5 Kilometer südlich in Newport.